# Grande Cina
La Grande Cina (大中華地區T, 大中华地区S, Dà Zhōnghuá DìqūP) è un termine con il quale ci si riferisce collettivamente ai territori amministrati dalla Cina (Cina continentale inclusi Hong Kong e Macao) e i territori amministrati dalla Repubblica di Cina (Taiwan).
Il termine è usato comunemente nelle comunità economiche, riferendosi alla crescente interazione e integrazione economica.